# Allen Mandelbaum
Allen Mandelbaum (Albany, 4 maggio 1926 – Winston-Salem, 27 ottobre 2011) è stato un poeta e traduttore statunitense, nonché professore di letteratura italiana.

## Biografia
Ha insegnato scienze umanistiche presso la Wake Forest University.
La sua traduzione della Divina commedia di Dante Alighieri è stata pubblicata nei tardi anni ottanta, con l'appoggio della studiosa di Dante Irma Brandeis.
In seguito Mandelbaum ha curato la California Lectura Dantis, raccolta di saggi sulla Commedia. Ha anche tradotto poesie di Ungaretti, Quasimodo, Turoldo, Montale, Cardarelli, Giudici, Zanzotto e altri.
Mandelbaum ha ricevuto l'American National Book Award per la sua traduzione dell'Eneide di Virgilio e diversi premi in Italia: il Premio Mondello, il Premio Leonardo, il Premio Biella, il Premio LericiPea, il Premio Internazionale Eugenio Montale (durante il centenario di Montale a Roma) e il Circe-Sabaudia Award.

## Opere

### Poesie
- Journeyman
- Leaves of Absence
- Chelmaxioms
- A Lied of Letterpress
- The Savantasse of Montparnasse

### Traduzioni italiane
- Le porte di eucalipto. Poesie scelte, a cura di Alessandro Carrera, Milano, Medusa Edizioni, 2007, ISBN 9788876981005
- La luce migliore. Poeti americani in Italia, a cura di Alessandro Carrera e Thomas Simpson, Milano, Medusa Edizioni, 2006, ISBN 9788876980459